# Trần Nam Hải
Trần Nam Hải (sinh ngày 5 tháng 2 năm 2004) là một cầu thủ bóng đá chuyên nghiệp người Việt Nam hiện thi đấu ở vị trí tiền vệ cho Sông Lam Nghệ An tại giải vô địch quốc gia Việt Nam.

## Thống kê sự nghiệp

### Câu lạc bộ
Tính đến ngày 7 tháng 7 năm 2023
| Câu lạc bộ          | Mùa giải            | Giải đấu            | Giải đấu | Giải đấu | Cúp quốc gia | Cúp quốc gia | Cúp Liên đoàn | Cúp Liên đoàn | Châu lục | Châu lục | Khác | Khác | Tổng cộng | Tổng cộng |
| Câu lạc bộ          | Mùa giải            | Hạng đấu            | Trận     | Bàn      | Trận         | Bàn          | Trận          | Bàn           | Trận     | Bàn      | Trận | Bàn  | Trận      | Bàn       |
| ------------------- | ------------------- | ------------------- | -------- | -------- | ------------ | ------------ | ------------- | ------------- | -------- | -------- | ---- | ---- | --------- | --------- |
| Sông Lam Nghệ An    | 2022                | V. League 1         | 6        | 0        | —            | —            | —             | —             | —        | —        | —    | —    | 6         | 0         |
| Sông Lam Nghệ An    | 2023                | V. League 1         | 7        | 1        | 1            | 0            | —             | —             | —        | —        | —    | —    | 8         | 1         |
| Sông Lam Nghệ An    | Tổng cộng           | Tổng cộng           | 13       | 1        | 1            | 0            | 0             | 0             | 0        | 0        | 0    | 0    | 14        | 1         |
| Tổng cộng sự nghiệp | Tổng cộng sự nghiệp | Tổng cộng sự nghiệp | 13       | 1        | 1            | 0            | 0             | 0             | 0        | 0        | 0    | 0    | 14        | 1         |

### Đội tuyển quốc gia
Tính đến ngày 7 tháng 7 năm 2023
| Đội                 | Năm                 | Chính thức | Chính thức | Giao hữu | Giao hữu | Tổng cộng | Tổng cộng |
| Đội                 | Năm                 | Trận       | Bàn        | Trận     | Bàn      | Trận      | Bàn       |
| ------------------- | ------------------- | ---------- | ---------- | -------- | -------- | --------- | --------- |
| U-20 Việt Nam       | 2023                | 2          | 0          | —        | —        | 2         | 0         |
| Tổng cộng           | Tổng cộng           | 2          | 0          | 0        | 0        | 2         | 0         |
| Tổng cộng sự nghiệp | Tổng cộng sự nghiệp | 2          | 0          | 0        | 0        | 2         | 0         |

Ghi chú
1. ↑  Ra sân tại Cúp Quốc gia Việt Nam 2023
2. ↑  Ra sân tại Cúp bóng đá U-20 châu Á 2023

## Danh hiệu

### Câu lạc bộ
Trẻ Sông Lam Nghệ An
- Giải Vô địch U-13 Quốc gia Việt Nam
  -  Huy chương đồng (1): 2017
- Giải Vô địch U-15 Quốc gia Việt Nam
  -  Huy chương vàng (1)
- Giải Vô địch U-17 Quốc gia Việt Nam
  -  Huy chương vàng (1): 2020
- Giải Vô địch U-19 Quốc gia Việt Nam
  -  Huy chương đồng (2)

### Quốc tế
U-23 Việt Nam
- Giải vô địch bóng đá U-23 Đông Nam Á
  -  Vô địch: 2023